# En kille och en tjej
En kille och en tjej är en svensk romantisk komedifilm från 1975 i regi av Lasse Hallström. I huvudrollerna ses Brasse Brännström och Mariann Rudberg.

## Handling
Lasse är en nyutbildad journalist men jobbar som tidningsbud. En dag träffar han Lena och tycke uppstår.

## Om filmen
Filmen hade premiär den 25 juni 1975 på biograf Röda Kvarn vid Biblioteksgatan i Stockholm.  Delar av filmen spelades in i Sousse i Tunisien. Den är Lasse Hallströms långfilmsdebut.
En kille och en tjej har visats i SVT, bland annat 1994, 1999, 2001, i april 2020 och i maj 2021.

## Rollista
Källa: 
- Lars "Brasse" Brännström – Lasse Bengtsson
- Mariann Rudberg – Lena Helmers
- Christer "Bonzo" Jonsson – Bosse
- Claire Wikholm – Berit, Lenas väninna
- Chatarina Larsson – Ulla, en rak brud
- Gun Jönsson – Lenas mor
- Roland Hedlund – Bertil, Lenas styvfar, flygofficer
- Börje Ahlstedt – Lasses bror
- Anna Godenius – Lasses före detta
- Pia Garde – tjej
- Janne Forssell – kille på diskoteket
- Magnus Härenstam – partygäst
- Marvin Yxner – partygäst
- Tomas Bolme – partygäst
- Lasse Hallström – partygäst
- Else Marie Brandt – Lasses mamma
- Lena T. Hansson – panelhöna
- Eddie Axberg – patient på könspolikliniken
- Gunnar Schyman – Lasses pappa
- Arne Andersson – kunden vid Ikeas informationsdisk
- Per Wrigstad – Per Wrigstad, chefredaktör på Expressen

## Popkulturella referenser
Dialog från filmen används i låten Bakfylleoro av Hans Appelqvist och återfinns på hans skiva Tonefilm från 2002.